# 日本口腔衛生学会
一般社団法人日本口腔衛生学会（にほんこうくうえいせいがっかい、Japanese Society for Dental Health、JSDH）とは、口腔衛生学の進歩と発展を図る専門学術団体の一つである。日本歯科医学会の専門分科会。

## 概要
1952年に口腔衛生学会が設立し、1980年に日本口腔衛生学会へと名称変更をおこなった。2012年10月31日現在、会員数2,520名。2013年現在、理事長は神原正樹。

## 総会
- 年1回（秋季）

## 本部事務局
- 〒170-0003　東京都豊島区駒込1-43-9 駒込TSビル4F 財団法人口腔保健協会内

## 地方団体
本学会は、全国に7つの地方団体が組織されている。
- 北海道口腔保健学会
- 東北口腔衛生学会
- 甲信越北陸口腔保健研究会
- 口腔衛生関東地方研究会
- 東海口腔衛生学会
- 近畿・中国・四国口腔衛生学会
- 九州口腔衛生学会

## 学会誌
- 『口腔衛生学会雑誌』年5回発刊 ISSN 0023-2831 全国書誌番号:00007710

## 専門認定
- 歯科医師
  - 日本口腔衛生学会 認定医 2012年10月現在296名[1]
  - 日本口腔衛生学会 指導医 2012年10月現在43名[1]
    - 予防歯科臨床指導医
    - 地域歯科保健指導医
- 施設
  - 日本口腔衛生学会 認定施設  2012年10月現在35施設[1]

## 大会等
| 年     | 月日          | 名称                         | 会長     | 会場                            | テーマ                                         | 参加者数  | 備考                              |
| ------ | ------------- | ---------------------------- | -------- | ------------------------------- | ---------------------------------------------- | --------- | --------------------------------- |
| 2007年 | 10月3日～5日  | 第56回日本口腔衛生学会・総会 | 松久保隆 | タワーホール船堀                | 疾病予防による口腔機能の維持増進をめざして     |           | [ 5 ]                             |
| 2008年 | 10月2日～4日  | 第57回日本口腔衛生学会・総会 | 安井利一 | 大宮ソニックシティ              | 健康国家の創造と口腔保健                       | 約700名   | [ 6 ]                             |
| 2009年 | 10月9日～11日 | 第58回日本口腔衛生学会・総会 | 磯崎篤則 | 長良川国際会議場                | 健康格差を考える                               | 750名超   | [ 7 ] [ 8 ]                       |
| 2010年 | 10月6日～8日  | 第59回日本口腔衛生学会・総会 | 宮崎秀夫 | 朱鷺メッセ                      | テーマ設定せず                                 |           | [ 9 ]                             |
| 2011年 | 5月19日～21日 | 第60回日本口腔衛生学会・総会 | 小林清吾 | 千葉市文化交流プラザ            | 健康社会とフロリデーション                     |           | [ 10 ]                            |
| 2012年 | 5月25日～27日 | 第61回日本口腔衛生学会・総会 | 荒川浩久 | 神奈川歯科大学                  | プラークコントロールマイニング                 |           | [ 11 ] [ 12 ]                     |
| 2013年 | 5月15日～17日 | 第62回日本口腔衛生学会・総会 | 牧茂     | 長野県松本文化会館              |                                                | 約650人   | [ 13 ] [ 14 ]                     |
| 2014年 | 5月29日～31日 | 第63回日本口腔衛生学会・総会 | 前野正夫 | 熊本市民会館 熊本市国際交流会館 | 口腔保健から全身の健康を考える                 | 約900人   | [ 15 ] [ 16 ]                     |
| 2015年 | 5月27日～29日 | 第64回日本口腔衛生学会・総会 | 那須郁夫 | つくば国際会議場                | 良い歯で よく噛み 健康長寿                     |           | [ 17 ]                            |
| 2016年 | 5月27日～29日 | 第65回日本口腔衛生学会・総会 | 川口陽子 | 東京医科歯科大学                | The better oral health, the happier daily life | 約1,000名 | 第12回アジア予防歯科学会 共同開催 |

## 加盟団体
- 日本歯科医学会
- 日本歯学系学会協議会